# 安川メカトレック
株式会社安川メカトレック（やすかわメカトレック）は、東京都港区に本社を置く、機械・エレクトロニクスを扱う専門商社。安川電機の子会社。

## 沿革
- 1992年（平成4年）9月 - 東京地区における安川電機の代理店であった北海電機工業株式会社と中京地区における安川電機の代理店であった三安電機株式会社が合併し、株式会社安川メカトレックとなる。
- 1998年（平成10年）4月 - 東京地区における安川電機の代理店であった麹町商事株式会社と合併する。
- 2000年（平成12年）3月 - 大阪地区における安川電機の代理店であった株式会社電勢と合併する。
- 2001年（平成13年）3月 - 東京地区における安川電機の代理店であった本多産業株式会社に資本参加（全額出資）。
- 2002年（平成14年）1月 - 大阪地区における安川電機の代理店であった株式会社キヨミ商会に資本参加（全額出資）。
- 2004年（平成16年）2月 - 株式会社キヨミ商会と合併する。
- 2004年（平成16年）4月 - 中国に現地法人安川美格多洛机電（深圳）有限公司を設立。
- 2006年（平成18年）3月 - タイに現地法人YASKAWA MECHATREC(THAILAND)CO.,LTD.を設立。
- 2007年（平成19年）4月 - 東京地区における安川電機の代理店であった株式会社久保電機製作所に資本参加（全額出資）。
- 2007年（平成19年）10月 - 株式会社久保電機製作所と合併する。
- 2011年（平成23年）7月 - 中京地区における安川電機の代理店であった株式会社柴山商会に資本参加（全額出資）。
- 2011年（平成23年）10月 - 香港に株式会社安川電機との共同出資で現地法人安川通商集団有限公司を設立。
- 2011年（平成23年）12月 - 中国に安川通商（上海）実業有限公司を設立し、安川美格多洛机電（深圳）有限公司を統合する。
- 2012年（平成24年）3月 - 株式会社柴山商会と合併する。
- 2012年（平成24年）5月 - 本多産業株式会社を統合する。
- 2013年（平成25年）8月 - ベトナムに駐在員事務所を設置。

## 事業所

### 国内事業所
- 本社・関東支社 -  東京都港区海岸一丁目16番1号 ニューピア竹芝サウスタワー 7階
- 北海道支社・札幌営業所 - 北海道札幌市中央区北3条東8-352
- 中部支社 - 愛知県名古屋市熱田区池内町1-19
- 関西支社 - 大阪府大阪市北区堂島二丁目4番27号 新藤田ビル4階
- 北陸営業所- 石川県金沢市直江町イ 19-1

- 京都営業所 - 京都府京都市下京区七条通西洞院西入南側 第2キョートビル8階
- 九州営業所 - 福岡県北九州市小倉北区片野4-4-12
- 旭川営業所 - 北海道旭川市四条通15-611-1
- 苫小牧営業所 - 北海道苫小牧市元中野町4-7-16
- 室蘭営業所 - 北海道室蘭市高砂町1-44-13       セミナービル1階
- 函館営業所 - 北海道函館市富岡町1-3-3            ハイツ深田6 1階
- 仙台営業所 - 宮城県仙台市若林区清水小路6-1 東日本不動産仙台ファーストビル3階
- 宇都宮営業所 - 栃木県宇都宮市東宿郷1-7-7     小堀ビル5階
- 狭山営業所 - 埼玉県狭山市東三ッ木201-3        ニチアコミュニケーションビル2階🏙
- 鈴鹿営業所 - 三重県鈴鹿市白子駅前18-11

### 海外事業所
- 安川通商（上海）実業有限公司 Yaskawa Tsusho (Shanghai) Co., Ltd. - 中国（上海）
- Yaskawa　Mechatrec (Thailand) Co., Ltd. - タイ（バンコク）
- Yaskawa　Mechatrec (Thailand) Co., Ltd. Hanoi Representative Office - ベトナム（ハノイ）